# Бен Смит
Бен Смит (енгл. Ben Smith; 1. јун 1986) је професионални новозеландски рагбиста који тренутно игра за рагби јунион тим Хајлендерси у Супер Рагби.

## Биографија
Бенџамин Роберт Смит је рођен у Данедину, граду који се налази на јужном острву Новог Зеланда. Висок 187цм и тежак 91кг, Бен Смит је универзалан играч (енгл. Utility back), повремено игра другог центра или крило, али ипак најчешће игра на позицији број 15 - аријер. Бен Смит је за Хајлендерсе одиграо 105 утакмица и постигао 133 поена, а 2015. је освојио Супер Рагби са овим тимом из регије Отаго. Новембра 2009. пред пуним трибинама стадиона Ђузепе Меаца у Милану, Бен Смит је дебитовао за "Ол Блексе" против Италије. Бен Смит је одиграо 43 утакмице и постигао 18 есеја за репрезентацију Новог Зеланда и био је део екипе која је освајала Куп четири нација.